# Votchi
Votchi je česká progresivně hard rocková kapela z Prahy. Hrají převážně vlastní skladby s anglickými texty. Staví na propracovanosti a proaranžovanosti svých skladeb, které jsou plné vnitřního napětí, nečekaných změn, netypických aranží a energie. O jejich hudbě lze říct, že se pohybuje na pomezí art a hard rocku. Její kořeny vyrůstají zejména z hudební tvorby 70. let minulého století a lze v ní nalézt vlivy Deep Purple, Jethro Tull nebo Uriah Heep.
Založena byla v roce 1999. V roce 2002 se umístila na třetím místě v soutěži Rock made in Gambrinus a na prvním místě v soutěži Beatová liga v Plzni. V roce 2003 zvítězila v soutěži Rock Nymburk. V témže roce Votchi koncertovali v pražské T-mobile aréně jako předkapela skupiny Whitesnake a v Lucerna music baru jako předkapela The Colosseum. V roce 2005 vyhráli soutěž Rádia Beat „Naděje Beatu“ a vystoupili ve vyprodané pražské Lucerně spolu s kapelami Blue Effect a Pražský výběr. V tomto roce se stali „Skokanem roku“ v anketě Český Slavík. V roce 2006 koncertovali v ČEZ Aréně v Ostravě jako předkapela legendárních Deep Purple. V Ostravě též zvítězili v pátém ročníku největší severomoravské soutěže pro amatérské kapely a hudebníky Boom Cup 2006. V roce 2007 vystupovali jako hosté na turné kapely Čechomor, v roce 2008 jako předkapela na třech koncertech českého turné legendárních Uriah Heep a v roce 2009 jako předkapela na pražském koncertě skotské skupiny Nazareth.

## Diskografie
- Scary Woman - 2002
- Unicorn - 2004
- New Religion - 2008
- Out of Jail - 2015
- Out of Love - 2023

## Složení
- Alex McBeat (zpěv)
- Martin Smejkal (el. kytara)
- Dominik Vozobule (baskytara)
- Mirek Mužík (klávesy, zpěv)
- Jan Ježek (bicí)
- Olga Vlachová (příčná flétna)